# Crisia cylindrica
Crisia cylindrica is een mosdiertjessoort uit de familie van de Crisiidae. De wetenschappelijke naam van de soort is voor het eerst geldig gepubliceerd in 1886 door Busk.